# Tancon
Tancon är en kommun i departementet Saône-et-Loire i regionen Bourgogne-Franche-Comté i östra Frankrike. Kommunen ligger i kantonen Chauffailles som tillhör arrondissementet Charolles. År 2022 hade Tancon 556 invånare.

## Befolkningsutveckling
Antalet invånare i kommunen Tancon
| Referens: INSEE |